# Doskonała próżnia
Doskonała próżnia – książka Stanisława Lema po raz pierwszy wydana nakładem wydawnictwa Czytelnik w roku 1971.
Jej treść stanowią recenzje nieistniejących książek (apokryfów).

## Lista recenzji
- Stanisław Lem: „Doskonała próżnia” – Lem jest tutaj krytykiem swoim, swojej książki i pomysłu, dzięki któremu powstała. Wytworzoną w ten sposób sytuację komentuje tak: (...) jedynym fortelem, jakiego mógłby jeszcze użyć kluczący Lem, to kontratak: w postaci twierdzenia, że to nie ja, krytyk, lecz on sam, autor, napisał niniejszą recenzję i uczynił z niej kolejną cząstkę „Doskonałej próżni”.
- Marcel Costat: „Les Robinsonades” (Robinsonady) – książka opisująca pobyt Sergiusza N., logika w stanie czystym, skrajnego konwencjonalisty, filozofa, nowego Robinsona, na bezludnej wyspie. Zrywając z ludzkością, otacza się licznymi postaciami, tworami jego umysłu (m.in. trójnogą Sierodką).
- Patrick Hannahan: „Gigamesh” (Gigamesz) – opowiada historię G.I.J. Mesha, amerykańskiego żołnierza, płatnego mordercy i gangstera skazanego na powieszenie w hrabstwie Norfolk. Powieść składa się z dwóch części: tą drugą jest Wykładnia, wyjaśniająca znaczenie wielokierunkowych odniesień w „Gigameshu”.
- Simon Merril: „Sexplosion” (Seksplozja) – akcja rozgrywa się na początku XXI wieku; bohaterem jest pewien starzec, zwiedzający podziemia nowojorskiego wieżowca, ostatniego miejsca, gdzie znajdują się świadectwa istnienia seksu jako filozofii cywilizacyjnej, którą stał się w latach 80. XX wieku. Wspomina także koniec seksu jako takiego, który miał miejsce w 1998 roku na skutek wysadzenia w atmosferę pewnej substancji, znanej jako NOSEX.
- Alfred Zellermann: „Gruppenführer Louis XVI” (Gruppenführer Ludwik XVI) – dzieje Siegfrida Taudlitza, który po II wojnie światowej przedostał się wraz z kilku kompanami i częścią skarbu Akademii SS do Argentyny i tam, w ruinach azteckich budowli, postanawia się osiedlić. Gruppenführer zatrudnia tubylców do budowy utopii- położonego w dżungli Wersalu, w którym Taudlitz gra rolę Ludwika XVI, a jego kompani- członków dworu.
- Solange Marriot: „Rien du tout, ou la conséquence” (Nic, czyli konsekwencja) – pierwsza powieść, co dotknęła kresu możliwości pisarskich – napisana o niczym, bez narratora (którego zastępuje język, ale i ten na końcu książki znika), ale posiadająca sens i zostawiająca (na początku) nieco pola dla wyobraźni.
- Joachim Fersengeld: „Perycalypsis” (Perykalipsa) – zawiera opis projektu, mającego na celu opanowanie zalewu dzieł i idei, niemających większego znaczenia; opiera się on na systemie dotacji dla osób, które niczego nie projektują i nie wymyślają, co ma nakłonić do tworzenia tylko prawdziwych altruistów.
- Gian Carlo Spallanzani: „Idiota” – opowieść o dziecku–idiocie, wychowywanym przez rodziców, którzy dzięki jego istnieniu ugenialniają się; utrzymują zarazem siebie w przekonaniu o genialności ich syna.
- ”Do yourself a book” – jest to historia pewnego wynalazku, podobnego w koncepcji do prób dadaistów – było to pudełko z pociętymi na zdania streszczeniami dzieł światowej literatury, które można było układać w dowolnej kolejności. Szybko jednak traci on popularność.
- Kuno Mlatje: „Odys z Itaki” – książka opowiada o Homerze Marii Odysie (tytułowa Itaka to miasteczko w stanie Massachusetts), który zaproponował sposób na wykrywanie osób genialnych, jako motorów cywilizacji. Stworzył on ich klasyfikację oraz Towarzystwo Opieki nad Geniuszami Pierwszej Klasy (których losem jest najczęściej trwałe zapomnienie), które zajęło się poszukiwaniem ich dzieł.
- Raymond Seurat: „Toi” (Ty) – bunt autora przeciwko czytelnikowi, który jest dla niego klientem domu publicznego–literatury.
- Alistar Waynewright: „Being Inc.” (Przedsiębiorstwo Byt) – opis społeczeństwa, w którym tytułowy byt stał się przedmiotem handlu; za odpowiednią cenę można sobie zażyczyć udziału w danym wydarzeniu lub „ustawić” całe życie.
- Wihelm Klopper: „Die Kultur als Fehler” (Kultura jako błąd) – autor stawia tezę o kulturze jako skutku fałszywych prób, niepowodzeń, potknięć, omyłek i nieporozumień.
- Cezar Kouska: „De Impossibilitate Vitae”; „De Impossibilitate Prognoscendi” – dwa dzieła poświęcone teorii prawdopodobieństwa na przykładzie autora.
- Arthur Dobb: „Non serviam” – opis personetyki – nauki, której istnienie zawdzięczają istoty zwane personoidami. Żyją one we wnętrzu komputerów; ich światem jest matematyka, ich fizyką - logika. Opowiadania tego brak w I wydaniu Doskonałej próżni z roku 1971, po raz pierwszy zostało ono opublikowane później w tym samym roku w zbiorze Bezsenność.
- Alfred Testa: „Nowa Kosmogonia” – przemowa wygłoszona przez profesora Alfreda Testę, laureata Nagrody Nobla, poświęcona koncepcji Wszechświata jako gry (Testa nawiązuje do dzieła Arystydesa Acheropoulosa o identycznym tytule, które nie zdobyło jednak uznania).

## Kto napisał Stanisława Lema?
Edycja wydana w 2008 przez wydawnictwo Agora w 9. tomie dzieł zebranych pisarza (ukazujących się w „Bibliotece Gazety Wyborczej”) zawiera również dodatkowo tekst Kto napisał Stanisława Lema? autorstwa Jacka Dukaja. Jest to recenzja fikcyjnej książki z roku 2071 będącej podsumowaniem twórczości symulujących Stanisława Lema sztucznych inteligencji.